# Wismut
La société Wismut, fondée en 1947 dans ce qui est alors la zone d'occupation soviétique en Allemagne, était chargée d'extraire l'uranium pour l'armement atomique et les centrales nucléaires de l'URSS.

## Historique

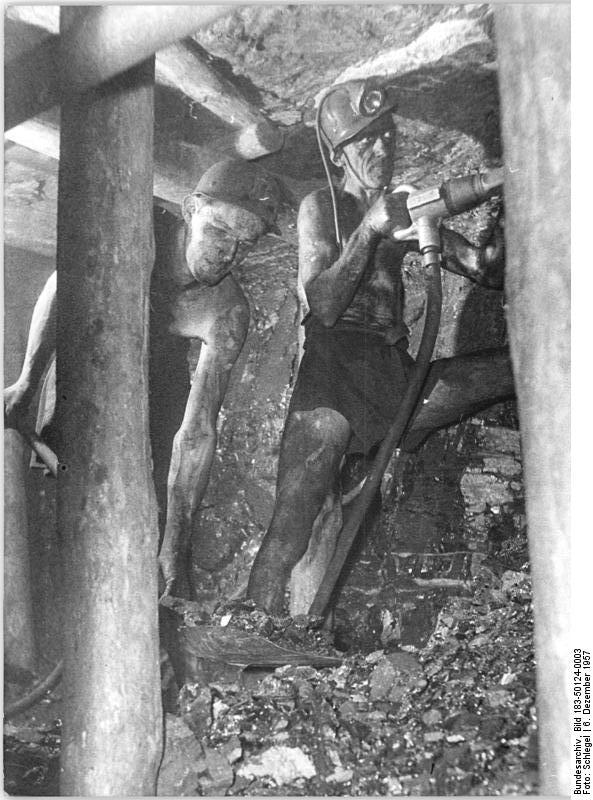
Mineurs en 1957.

Dans le cadre de la course à la bombe, elle fournit l'uranium nécessaire au projet de bombe atomique soviétique et elle devient rapidement le troisième producteur mondial d'uranium, après les États-Unis et le Canada. Mais l'exploitation de l'uranium devant rester secrète, l'entreprise est officiellement chargée d'exploiter du bismuth (en allemand : Wismut); jusqu’à la fin de la RDA, il est interdit de mentionner l’extraction de l'uranium bien que cela soit un secret de Polichinelle.
L'exploitation démarre dès 1946 sous contrôle du NKVD. Le 26 mai 1947, l'administration militaire soviétique en Allemagne fonde la SAG Wismut, l'entreprise est une société d'État soviétique d'un capital de 50 millions de roubles, le nombre d'employés de la Wismut passe de 2 200 à plus de 100 000. De janvier 1954 à 1991, l'entreprise est une société binationale est-germano-soviétique sous le nom de SDAG Wismut (SDAG pour Sowjetisch-Deutsche Aktiengesellschaft : Société soviéto-allemande), les effectifs se stabilisant autour de 45 000 employés qui à partir de 1949 reçoivent de meilleurs rations alimentaires et salaires que les autres mineurs est-allemands. Entre 1946 et 1990, jusqu'à la réunification allemande, environ 220 000 tonnes d'uranium ont été produites par 500 000 hommes, dont au moins 5 237 ont été victimes de cancer du poumon.
Entre 1945 à 1950, l'uranium pour le programme d'armement nucléaire soviétique vint des pays suivants (production minière uniquement) :
- 1945 : Union soviétique : 14,6 t
- 1946: Union soviétique : 50,0 t ; Allemagne de l'Est : 15 t ; Tchécoslovaquie : 18 t ; Bulgarie : 26,6 t
- 1947: Union soviétique : 129,3 t ; Allemagne de l'Est : 150 t ; Tchécoslovaquie : 49,1 t ; Bulgarie : 7,6 t ; Pologne : 2,3 t
- 1948: Union soviétique : 182,5 t ; Allemagne de l'Est : 321,2 t ; Tchécoslovaquie : 103,2 t ; Bulgarie : 18,2 t ; Pologne : 9,3 t
- 1949: Union soviétique : 278,6 t ; Allemagne de l'Est : 767,8 t ; Tchécoslovaquie : 147,3 t ; Bulgarie : 30,3 t ; Pologne : 43,3 t
- 1950: Union soviétique : 416,9 t ; Allemagne de l'Est : 1 224 t ; Tchécoslovaquie : 281,4 t ; Bulgarie : 70,9 t ; Pologne : 63,6 t [4]

Le 18 décembre 1991, l'entreprise est reprise par le gouvernement allemand à la suite d'un accord signé le 16 mai où l'URSS accepte de céder ses parts en échange d'une exemption totale aux travaux de réhabilitation et de réparations des dégâts environnementaux. Elle devient une société à responsabilité limitée qui ferme les mines et entreprend un long travail de dépollution des sols pour un budget de 6,3 milliards d'euros entre 1991 et 2018,.
Les régions minières ont été bouleversées par l'extraction de l'uranium, qui laisse un héritage désastreux pour l'environnement.

## Infrastructures

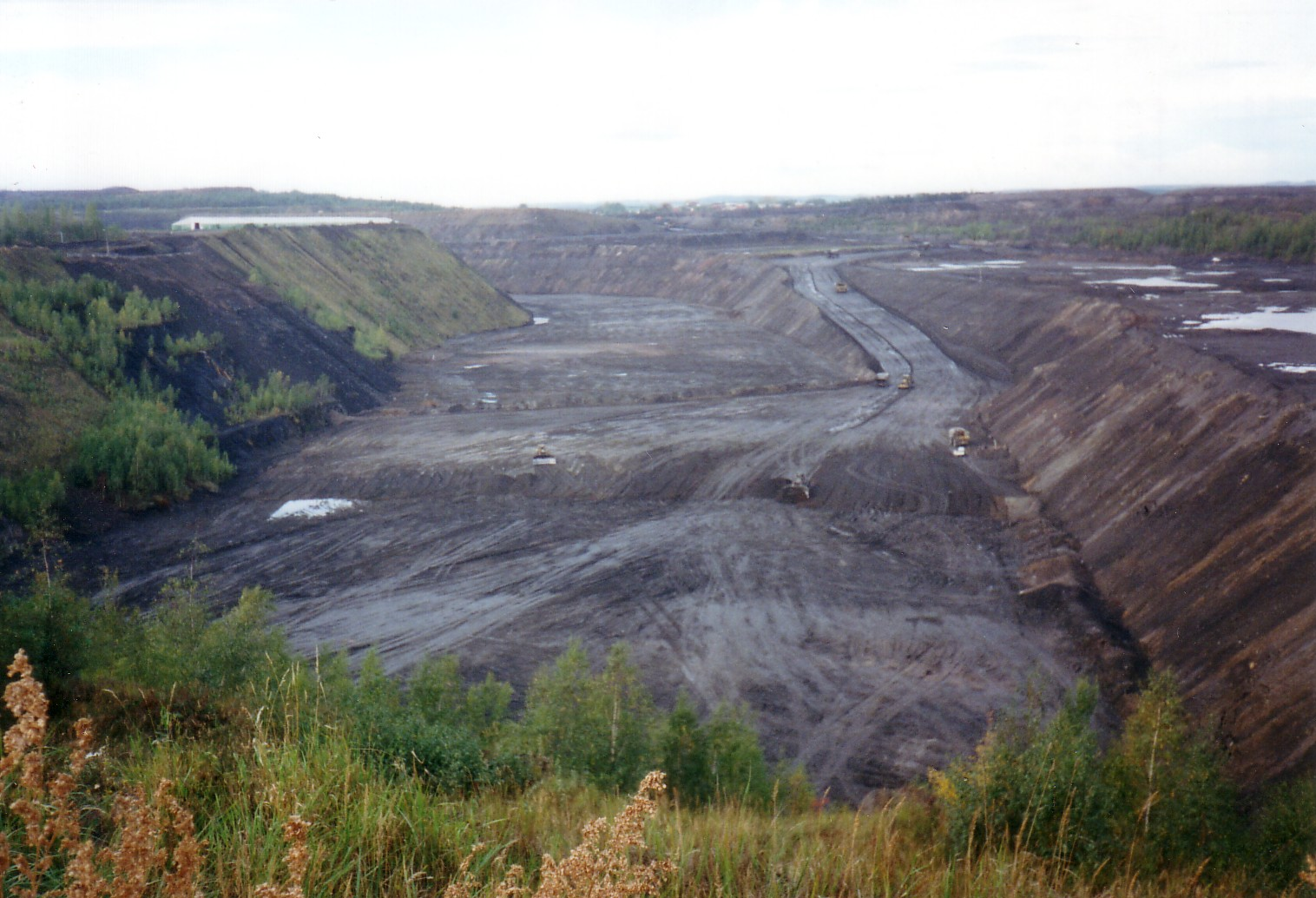
Mine à ciel ouvert désaffectée de Lichtenberg, Thuringe en 2000. Elle a été exploitée de 1958 à 1977.

Le siège social se situe originellement à Aue puis dès 1948 à Chemnitz.
Les mines sont situées dans les Länder de Saxe et de Thuringe :
- Ronneburg (Thuringe) ;
- Seelingstädt (Thuringe) ;
- Braunichswalde (Thuringe) ;
- Königstein (Sächsische Schweiz) (Saxe).

L'usine de préparation du minerai d'uranium était située dans le quartier Crossen de la ville de Zwickau en Saxe.
| Listes des mines                            |                                   |                                           |                                                 |                           |             |                            |                                         |                      |
| mine                                        | lieu                              | principal propriétaire                    | compagnie                                       | inauguration              | % d'uranium | production totale (tonnes) | année de fermeture                      | type                 |
| Johanngeorgenstadt                          | monts métallifères (ouest)        | SAG / SDAG Wismut                         | Objekt 01                                       | 1946                      |             | 3 585                      | 1958                                    | ST                   |
| Oberschlema                                 | monts métallifères (ouest)        | SAG / SDAG Wismut                         | Objekt 02                                       | 1946                      |             | 7 098,9                    | 1958                                    | ST                   |
| Schneeberg                                  | monts métallifères (ouest)        | SAG / SDAG Wismut                         | Objekt 03                                       | 1947                      |             | 209,7                      | 1956                                    | ST                   |
| Annaberg                                    | monts métallifères (centre)       | SAG / SDAG Wismut                         | Objekt 04                                       | 1947                      |             | 450                        | 1958                                    | ST                   |
| Marienberg                                  | monts métallifères (centre)       | SAG / SDAG Wismut                         | Objekt 05                                       | 1947                      |             | 121                        | 1955                                    | ST                   |
| Gottesberg                                  | Vogtland Mts                      | SAG / SDAG Wismut                         | Objekt 06                                       | 1948                      |             | 564                        | 1955                                    | ST                   |
| Schneckenstein                              | Vogtland Mts                      | SAG / SDAG Wismut                         | Objekt 06                                       | 1948                      |             | 9 592                      | 1960                                    | ST                   |
| Zobes                                       | monts du Vogtland                 | SAG / SDAG Wismut                         | Objekt 06                                       | 1949                      |             | 46 733                     | 1964                                    | ST                   |
| Bergen                                      | monts du Vogtland                 | SAG / SDAG Wismut                         | Objekt 06                                       | 1949                      |             | 1 622                      | 1957                                    | ST                   |
| Bärenhecke                                  | monts métallifères (est)          | SAG Wismut                                | Objekt 06                                       | 1948                      |             | 1                          | 1954                                    | ST                   |
| Niederpöbel                                 | monts métallifères (est)          | SAG Wismut                                | Objekt 06                                       | 1948                      |             | 303                        | 1954                                    | ST                   |
| Niederschlag                                | monts métallifères (centre)       | SAG Wismut                                | Objekt 07                                       | 1947                      |             | 222                        | 1954                                    | ST                   |
| Weißer Hirsch - Antonsthal                  | monts métallifères (ouest)        | SAG / SDAG Wismut                         | Objekt 08 / Schachtkombinat 235                 | 1949                      |             | 747,4                      | 1959                                    | ST                   |
| Tannenbaum - Antonsthal                     | monts métallifères (ouest)        | SAG Wismut                                | Objekt 08                                       | 1948                      |             | 90                         | 1954                                    | ST                   |
| Mai - Antonsthal                            | monts métallifères (ouest)        | SAG / SDAG Wismut                         | Objekt 08 / Schachtkombinat 235                 | 1949                      |             | 50                         | 1959                                    | ST                   |
| Seifenbach                                  | monts métallifères (ouest)        | SAG / SDAG Wismut                         | Objekt 08                                       | 1947                      |             | 230                        | 1955                                    | ST                   |
| Neu-Oberhaus                                | monts métallifères (ouest)        | SAG / SDAG Wismut                         | Objekt 08                                       | 1948                      |             | 62                         | 1955                                    | ST                   |
| Valerian - Rabenberg                        | monts métallifères (ouest)        | SAG / SDAG Wismut                         | Objekt 08                                       | 1949                      |             | 32                         | 1955                                    | ST                   |
| Unruhe - Halbmeile                          | monts métallifères (ouest)        | SAG / SDAG Wismut                         | Objekt 08                                       | 1950                      |             | 47                         | 1955                                    | ST                   |
| Tellerhäuser-Kaffenberg                     | monts métallifères (ouest)        | SAG / SDAG Wismut                         | Objekt 08                                       | 1951                      |             | 42                         | 1955                                    | ST                   |
| Grünstädtel                                 | monts métallifères (ouest)        | SAG / SDAG Wismut                         | Objekt 08                                       | 1949                      |             | 123                        | 1954                                    | ST                   |
| Erla                                        | monts métallifères (ouest)        | SAG Wismut                                | Objekt 08                                       | 1949                      |             | 22                         | 1955                                    | ST                   |
| Segen Gottes - Rittersgrün                  | monts métallifères (ouest)        | SAG Wismut                                | Objekt 08                                       | 1949                      |             | 20,4                       | 1954                                    | ST                   |
| Margarethe - Breitenbrunn                   | monts métallifères (ouest)        | SAG Wismut                                | Objekt 08                                       | 1948                      |             | 7                          | 1951                                    | ST                   |
| Niederschlema-Alberoda                      | monts métallifères (ouest)        | SAG / SDAG Wismut                         | Objekt 09                                       | 1947                      |             | 73 105,0                   | 1991                                    | ST                   |
| Pöhla                                       | monts métallifères (ouest)        | SDAG Wismut                               | Objekt 09                                       | 1957                      |             | 1 216,4                    | 1991                                    | ST                   |
| "Willi Agatz" Freital (mine de charbon dur) | Dresde                            | SAG Wismut / VVB Steinkohle / SDAG Wismut | Steinkohlenwerk Freital / Bergbaubetrieb "W.A." | 1947 (avec interruptions) |             | 3 691                      | 1989                                    | ST                   |
| Königstein                                  | Monts Elbsandsteingebirge         | SDAG Wismut                               | Bergbaubetrieb Königstein                       | 1967                      |             | 17 810                     | 1991                                    | ST/ISL               |
| Dittrichshütte                              | Sud de la Thuringe                | SAG / SDAG Wismut                         | Objekt 30 / Objekt 90                           | 1950                      | 0,032       | 112,62                     | 1954                                    | ST                   |
| Schleusingen                                | Sud de la Thuringe                | SAG / SDAG Wismut                         | Objekt 30                                       | 1950                      | 0,01        | 14                         | 1954                                    | ST                   |
| Steinach                                    | Sud de la Thuringe                | SAG / SDAG Wismut                         | Objekt 41 / Objekt 90                           | 1951                      | 0,094       | 43,55                      | 1954                                    | CO/UG                |
| Sorge-Settendorf                            | Thuringe (est)                    | SAG / SDAG Wismut                         | Objekt 30 / Objekt 90                           | 1950                      |             |                            | 1957                                    | CO                   |
| Gauern                                      | Thuringe (est)                    | SAG / SDAG Wismut                         | Objekt 90                                       | 1953                      |             |                            | 1957                                    | CO                   |
| Culmitzsch                                  | Thuringe (est)                    | SDAG Wismut                               | Objekt 90                                       | 1955                      |             |                            | 1967                                    | CO                   |
| Wolfersdorf - Gera-Süd (exploration)        | Thuringe (est)                    | SDAG Wismut                               | Objekt 90                                       | 1963                      |             |                            | 1969                                    | ST                   |
| Ronneburg                                   | Thuringe (est)                    | SAG / SDAG Wismut                         | Objekt 90                                       | 1952                      |             |                            | 1956                                    | CO                   |
| Stolzenberg                                 | Thuringe (est), près de Ronneburg | SDAG Wismut                               | Objekt 90                                       | 1956                      |             |                            | 1960                                    | CO                   |
| Lichtenberg                                 | Thuringe (est) près de Ronneburg  | SDAG Wismut                               | Objekt 90 / Bergbaubetrieb Lichtenberg          | 1958                      |             |                            | 1977                                    | CO                   |
| Reust-Lichtenberg                           | Thuringe (est) près de Ronneburg  | SAG / SDAG Wismut                         | Objekt 90 / Bergbaubetrieb Reust                | 1951                      |             |                            | 1991 (de 1987 à 1991 : Schmirchau-Mine) | ST/ISL/heap leaching |
| Schmirchau                                  | Thuringe (est) près de Ronneburg  | SAG / SDAG Wismut                         | Objekt 90 / Bergbaubetrieb Schmirchau           | 1951                      | 0,101       |                            | 1991                                    | ST/ISL/heap leaching |
| Paitzdorf                                   | Thuringe (est) près de Ronneburg  | SDAG Wismut                               | Objekt 90 / Bergbaubetrieb Paitzdorf            | 1961                      | 0,097       |                            | 1991                                    | ST                   |
| Beerwalde                                   | Thuringe (est) près de Ronneburg  | SDAG Wismut                               | Bergbaubetrieb Beerwalde                        | 1974                      | 0,110       |                            | 1991                                    | ST                   |
| Drosen                                      | Thuringe (est) près de Ronneburg  | SDAG Wismut                               | Bergbaubetrieb Drosen                           | 1982                      | 0,095       | 2 941,1                    | 1991                                    | ST                   |

## La Wismut
Le documentaire allemand La Wismut, sorti en 1993, montre les mines désaffectées et donne la parole à d'anciens ouvriers dont les risques furent minimisés ou ignorés. En 1994, il reçoit le prix allemand de la critique et le prix du film de Hesse.